# François-Thomas Le Même
Pour les articles homonymes, voir Même.
François-Thomas Le Même ou Lemême, né à Saint-Malo le 13 janvier 1764 et mort le 30 mars 1805 sur le Waltherstow entre l'Inde et l'Angleterre, est un corsaire français.

## Biographie
Le Même est né à Saint-Malo dans la famille d'un comptable, et a étudié pour s'engager dans la marine. À l'âge de 14 ans, il entre comme volontaire sur le navire marchand Pouponne, qui quitte Saint-Malo au début de 1778, à destination de l'Amérique du Nord. Après le déclenchement de la guerre d'indépendance américaine, il retourne à Brest sur la Gentille.
Il s'engage sur le corsaire Prince-de-Montbarrey qui, après avoir capturé de nombreuses prises, est lui-même capturé par une frégate le 28 juin 1779. Échangé l'année suivante, Le Même sert sur les navires Lys, Pilote-des-Indes et Petite-Guêpe, lorsqu'il apprend que la guerre est terminée. Remplaçant le lieutenant du navire Marie-Constance, Le Même s'embarque pour Le Havre.
Il navigue ensuite sur différents navires marchands, accédant au grade de capitaine le 5 janvier 1790. Il sert comme lieutenant sur le Mississippi, avant de prendre le commandement du Liberté, à destination des Indes orientales. Il part le 3 septembre 1791 et arrive à Maurice avant de naviguer vers Pondichéry et le Bengale, avant de retourner à Port-Louis. Il prend alors le commandement du brick Hirondelle de 130 tonnes et navigue vers Java et Sumatra, retournant à Maurice en mars 1793.
Au moment du déclenchement des guerres de la Révolution française, Le Même convertit l' Hirondelle en corsaire, l'armant de douze canons de 4 livres et recrutant un équipage de 110 hommes. Il part alors pour s'attaquer au commerce néerlandais. Le 16 août 1793, l' Hirondelle rencontre le brick de 18 canons Good-Werwgting, sous les ordres du lieutenant Raken, et le capture en l'abordant. Le Même envoie un équipage de prix sous les ordres du lieutenant Legars sur le Good-Werwgting et poursuit sa croisière. Le 25 août, l' Hirondelle rencontre le Williams-Thesied, un East Indiaman de 40 canons, sous les ordres du capitaine John Thomson. Le Williams-Thesied se rend après une bataille de 40 minutes. L' Hirondelle revient ensuite à Port-Louis avec ses prix.
Le Même est transféré sur le corsaire Ville-de-Bordeaux de 32 canons, avec un effectif de 200 hommes, gardant Legars comme lieutenant. Il atteint Padang à la mi-décembre 1793, prend d'assaut la forteresse et s'empare du poste de traite hollandais, qu'il rachète. Il navigue ensuite vers le détroit de la Sonde pour patrouiller dans la zone, mais une épidémie à bord le force à abréger sa croisière et à retourner à Maurice. En transit, le 12 février 1794, le Ville-de-Bordeaux rencontre le Portugais Saint-Sacrement naviguant du Bengale à Lisbonne et le capture. Quelques jours plus tard, une tempête sépare le Ville-de-Bordeaux de son prix ; le Saint-Sacrement atteint Maurice le 25 février et le Ville-de-Bordeaux le lendemain. Le Même reçoit 1 100 000 livres tournois de prix en argent.
Le Même commande ensuite le corsaire Amphititrite, un navire pris par l'escadre de Pierre César Charles de Sercey dans l'océan Indien et vendu par le gouvernement colonial de Maurice. L' Amphititrite est ancien et en mauvais état. Après avoir navigué au large du Cap de Bonne-Espérance sans capture, le navire commence à fuir puis sombre dans la baie de Bombetoka, forçant son équipage à retourner à Maurice en canots.
Le Même navigue ensuite sur le corsaire Uni avant de passer sur la Clarisse. Il prend sa retraite et entame une carrière d'homme d'affaires, dans laquelle il perd sa fortune.
En 1803, avec le déclenchement de la Guerre de la troisième coalition, il prend le commandement du trois-mâts corsaire Fortune de 360 tonnes. Le 26 janvier 1804, le Fortune livre une bataille indécise contre la frégate britannique Bombay. Après une croisière de six mois, il revient à Maurice avec huit prix. Le 20 août 1804, le Fortune quitte Maurice pour prendre position dans la région du golfe Persique, où il capture le brick East Indiaman de 16 canons Fly après une bataille de 30 minutes. Le Fly transportait 50 000 piastres pour le gouvernement britannique. Le Fortune poursuit sa patrouille et capture un certain nombre de petits navires.
Le Même décide alors de naviguer au large du Gujarat ; le 7 novembre, vers 10 h 00, le Fortune rencontre la frégate HMS Concorde, sous les ordres du capitaine John Wood. Le Concorde a été envoyé spécifiquement pour chasser le Fortune et dispose même d'un renfort de 60 hommes dans son équipage pour la bataille. Le Fortune tente de fuir mais le Concorde le poursuit, ce qui donne lieu à une course qui dure plusieurs heures avant que le Concorde ne rejoigne son adversaire. Le Même résiste farouchement avant de se rendre vers 22 h 15. Le capitaine Wood traite son prisonnier avec une grande courtoisie et retourne à Bombay.
Le Même embarque sur l'East Indiaman Waltherstow pour rentrer en Angleterre le 15 février 1805. À bord, il tombe malade et meurt le 30 mars.